# Sean Cody
Sean Cody là một hãng phim khiêu dâm đồng tính nam được thành lập vào mùa thu năm 2001. Trang web này chủ yếu giới thiệu những người đàn ông trẻ tuổi, cơ bắp trong các cảnh quay solo và cởi trần. Sean Cody có một cuộc tuyển chọn người mẫu nghiêm ngặt, với các hợp đồng không yêu cầu kinh nghiệm đóng phim khiêu dâm trước đó (đàn ông "độc quyền").

## Lịch sử
Sean Cody được điều hành bởi công ty Cody Media Inc từ năm 2003 đến năm 2015, nơi nó được bán cho tập đoàn khiêu dâm MindGeek (sở hữu các hãng phim cạnh tranh khác như Men.com). Điều này đặt ra một số câu hỏi xung quanh chất lượng và tính độc quyền của nội dung, vì cùng một công ty mẹ sở hữu các trang web chia sẻ nội dung đã ảnh hưởng tiêu cực đến nhiều hãng phim khác. Một bài báo năm 2014 của tạp chí Internet Slate giải thích cách "MindGeek trở thành độc quyền khiêu dâm, đặt các thành viên trong ngành vào tình thế nghịch lý là làm việc cho chính công ty thu lợi nhuận từ việc vi phạm bản quyền tác phẩm của họ."
Vào tháng 1 năm 2012, công ty mẹ của SeanCody.com, 808 Holdings, đã đệ đơn lên tòa án liên bang chống lại 122 người chia sẻ tệp không xác định vì bị cáo buộc giao dịch trái phép các bản sao trái phép của video không có bao cao su đầu tiên của trang web, "Brandon & Pierce Unwrapped", vào tháng 12 năm 2011. Đây là lần đầu tiên Sean Cody kiện vì chia sẻ tệp trực tuyến.

## Người mẫu
Cựu thành viên Sean Cody bao gồm người mẫu đồ lót Simon Dexter; Aaron Savvy, một người mẫu thể hình và người biểu diễn Ultimate Fighter xuất hiện trên Hole in the Wall, một chương trình truyền hình thực tế; và Dayton O'Connor, Colby Keller, Paul Wagner, Brady Jensen, Brandon Cody, Ryan Rose, Justin Matthews, Jake Porter, Kaleb Stryker, Johnny Donovan và Ricky Donovan (cũng như "Dayton", "Colby", "Barry", "Jonah", "Cody", "Pierce", "Taylor", "Porter", "Kaleb", "Deacon" và "Asher") bây giờ là diễn viên khiêu dâm chuyên nghiệp.  Dakota Cochrane xuất hiện trong mùa thứ 15 của The Ultimate Fighter trên kênh FX, đóng trong hãng Sean Cody với tên là "Danny" vào nửa cuối năm 2007, một quyết định mà giờ đây anh hối hận khi đóng.
"Sean" (tên thật là Ben) xuất hiện trên kênh MTV's True Life vào tháng 12 năm 2015, trong một tập phim có tựa đề "I Am a Gay-for-Pay Porn Star", nơi anh nói về gia đình và sự nghiệp của mình trong lĩnh vực khiêu dâm đồng tính. Bạn diễn của Sean Cody, Forrest cũng xuất hiện trong tập.